# Maxine Audley
Maxine Audley (* 29. April 1923 in London, England; † 23. Juli 1992 in Fulham, London) war eine britische Schauspielerin.

## Leben
Audley erhielt ihre Schulausbildung in Gloucester. Sie studierte danach Schauspiel an der Tamara Daykharhanova School in New York City sowie der London Mask Theatre School. Ihr Schauspieldebüt hatte sie 1940 bei einer Aufführung von Ein Sommernachtstraum. Nach dem Ende des Zweiten Weltkriegs ging sie mit einer Produktion von George Bernard Shaws Helden mit der Old Vic Company auf Tournee. 1948 hatte sie ihr Debüt am Londoner West End. Sie schloss sich der Royal Shakespeare Company an und tourte Anfang der 1950er Jahre mit Rollen in König Lear, Maß für Maß und Viel Lärm um nichts durch Deutschland. 1961 trat sie mit der Old Vic Company in König Johann auf, im Jahr darauf spielte sie mit der RSC auf dem Edinburgh Festival. Im späteren Verlauf ihrer Theaterkarriere trat sie auch in moderneren Stücken auf, darunter Tennessee Williams’ Endstation Sehnsucht und The Milk Train Doesn't Stop Here Anymore.
Neben ihrer Theaterkarriere spielte Audley in über 20 Spielfilmen und zahlreichen britischen Fernsehproduktionen. Unter anderem war sie neben Marilyn Monroe und Laurence Olivier in Der Prinz und die Tänzerin zu sehen, spielte die Ehefrau von Charlie Chaplin in Ein König in New York und trat in einer Nebenrolle an der Seite von Kirk Douglas, Tony Curtis und Janet Leigh in Richard Fleischers Abenteuerfilm Die Wikinger auf. 1960 spielte sie in Augen der Angst, dem Film, der den Karrieren von Michael Powell und Karlheinz Böhm einen herben Dämpfer versetzte.
Audley war viermal verheiratet. Aus der dritten Ehe mit Frederick Granville ging eine Tochter hervor. Bis zu ihrem Tod war sie mit dem schottischen Schauspieler Leonard Maguire verheiratet.

## Filmografie (Auswahl)
- 1957: Der Prinz und die Tänzerin (The Prince and the Showgirl)
- 1957: Ein König in New York (A King in New York)
- 1958: Die Wikinger (The Vikings)
- 1958: Dünkirchen (Dunkirk)
- 1959: Unser Mann in Havanna (Our Man in Havana)
- 1960: Hetzjagd (Hell is a City)
- 1960: Augen der Angst (Peeping Tom)
- 1960: Der Mann mit der grünen Nelke (The Trials of Oscar Wilde)
- 1960: Geheimauftrag für John Drake (Danger Man) (Fernsehserie, 2 Folgen)
- 1961: Man at the Carlton Tower
- 1962: Ein Toter sucht seinen Mörder (The Brain)
- 1963: Simon Templar (The Saint) (Fernsehserie, 1 Folge)
- 1965: Kampf in der Villa Fiorita (The Battle of the Villa Fiorita)
- 1965: Michelangelo – Inferno und Ekstase (The Agony and the Ecstasy)
- 1968: … unterm Holderbusch (Here We Go Round the Mulberry Bush)
- 1968: Danger Man – Das Syndikat der Grausamen (Koroshi)
- 1968: Jedes Kartenhaus zerbricht (House of Cards)
- 1969: Frankenstein muß sterben (Frankenstein Must Be Destroyed)
- 1969: Dave – Zuhaus in allen Betten (Sinful Davey)
- 1969: Krieg im Spiegel (The Looking Glass War)
- 1972: Black Beauty (The Adventures of Black Beauty)
- 1976: Mondbasis Alpha 1 (Space: 1999)
- 1990: Ein Phantom in Monte Carlo (A Ghost in Monte Carlo)
- 1991: Jim Bergerac ermittelt (Bergerac) (Fernsehserie, 1 Folge)